# Brigade antiterrorisme (Tunisie)
Pour les articles homonymes, voir BAT.
La Brigade antiterrorisme (arabe : فرقة مجابهة الارهاب) ou BAT, dont les membres sont surnommés « Tigres noirs », est l'unité d'élite de la police nationale tunisienne spécialisée dans les opérations de contre-terrorisme et de libération d'otages.
Le quartier général de la BAT est basée à Tunis, dans l'enceinte de la direction générale des unités d'intervention à la caserne de Bouchoucha, son centre de formation et d'instruction se situe à Béja. L'accès à l'unité impose des règles très strictes, notamment en ce qui concerne les tests d'aptitude physique, médicaux, psychologiques et psychotechniques ; elle recrute à partir des meilleurs éléments de la police nationale. Sa devise est : « Rapidité, force, efficacité ».

## Historique
La décision de créer cette unité d'élite est prise en 1977, à la suite de deux événements où le manque de maîtrise des forces conventionnelles de la police tunisienne est mis en cause. En 1974, un avion britannique reliant Dubaï à Londres est détourné et forcé à atterrir à l'aéroport de Tunis-Carthage ; un passager allemand est tué à la suite de l'intervention de la police. Deux ans plus tard, un Tunisien prend des otages à l'ambassade de Belgique et menace de se donner la mort.
Les meilleurs éléments de la police de l'époque sont recrutés et suivent des formations en matière de négociation et de techniques d'intervention de pointe avec le Groupe d'intervention de la Police nationale française.
À partir de 1991, la BAT engage une métamorphose majeure et se modernise avec notamment l'appui du RAID français, mais ces derniers années elle est surtout profondément influencé par sa consoeur américaine du Hostage Rescue Team.

## Recrutement et formation
Selon les besoins et l'évolution des types de risques et de menaces auxquelles la Brigade antiterrorisme doit faire face, le recrutement se fait à partir des agents de la police nationale selon des critères très sélectifs. Les formations sont classées selon trois degrés de brevets de spécialité (BS), les examens étant programmés selon les besoins. Bien que rare, lorsqu'une session de recrutement est organisée, en moyenne cent agents admissibles sont sélectionnés par un comité de sages, des officiers gradés.
- BS1 : Il dure entre deux et trois mois, précédés généralement d'un pré-stage de deux à trois semaines avec des exercices extrêmement pénibles de résistance physique et mentale. Le taux de réussite est de 10 à 15 %. Lorsque le nombre de BS1 le permet, le second examen est programmé, l'attente pouvant durer plusieurs années[4].
- BS2 : Il dure entre trois et quatre mois, précédés d'un pré-stage d'exercices physiques et techniques qui peut durer un mois. Le taux de réussite est d'environ 70 %. Les 30 % restants sont généralement éliminés pour cause de blessures physiques ou psychologiques ou à la suite d'un abandon volontaire. Lorsque le nombre de BS2 le permet, le troisième examen est programmé, l'attente pouvant aussi durer plusieurs années[4].
- BS3 : Il dure quatre à six mois, précédés d'un-pré stage d'exercices techniques, de simulations et de parachutisme qui peut durer un mois. Le taux de réussite est d'environ 70 %. Les 30 % restants sont généralement éliminés pour cause de blessures et d'abandon[4].

Jusqu'à l'obtention du BS3, un agent est considéré comme non-opérationnel. Chaque élément opérationnel suit tout au long de son service des entraînements intensifs et quotidiens et se soumet à un test psychologique et médical tous les six mois ; en cas d'incapacité, l'agent est automatiquement muté vers une autre unité de la police et doit quitter la BAT.

## Organisation
La Brigade antiterrorisme est placée sous l'autorité de la direction antiterrorisme de la direction générale des unités d'intervention (police). La BAT est appelée à intervenir par la négociation ou l'intervention à l'occasion d’événements particulièrement extrêmes, nécessitant l'utilisation de techniques et de moyens spécifiques pour neutraliser des individus dangereux, et lorsque les commandos régionaux de la Brigade nationale d'intervention rapide de la même direction antiterrorisme, n'est plus apte à garantir la réussite d'une opération spéciale. Elle est également appelée à être présente lors d’événements importants ou comme escorte de haute personnalité en tant que force de dissuasion. Lors d'une opération spéciale, il leur arrive d'avoir recours à l'assistance des artificiers de la Brigade nationale de détection et de neutralisation d'explosifs qui dépendent également de la direction antiterrorisme.
La BAT ne peut être déplacée ou employée que sur ordre du directeur général de la police nationale qui n'intervient que sous le commandement de sa hiérarchie. Elle n'a pas compétence sur la suite judiciaire des faits sur lesquels elle est intervenue.

## Opérations
- Opération Hamza Abou Zeïd (janvier 1991) : Elle consiste en la capture d'un élément palestinien de la garde rapprochée des personnalités de l'OLP en Tunisie. Le président Zine el-Abidine Ben Ali aurait ordonné la liquidation de l'individu qui agissait à la solde du Mossad après que les autorités tunisiennes se seraient aperçu que celui-ci avait abattu Salah Khalaf (alias Abou Iyad), Abou al-Hol (Hayel Abdul Hamid, chef de la sécurité de l'OLP) et Abou Mohammed (Faqri Al-Oumari, chef de la sécurité d'Abou Iyad) à Sidi Bou Saïd. Hamza Abou Zeïd se retranche dans la maison d'Abou al-Hol à La Marsa, ayant pris en otage l'épouse du chef de la sécurité assassiné et l'une de ses filles. Après des échanges de tirs, les deux otages sont libérées et les éléments de la BAT capturent l'agent du Mossad vivant puis le remettent aux autorités palestiniennes[5].
- Prise d'otage de la famille Trabelsi (2011) : Le 14 janvier 2011, la BAT arrête la famille Trabelsi qui s'apprête à fuir de Tunisie lors de la révolution[6],[1]
- Attaque de l'ambassade américaine (2012) : Le 14 septembre 2012, la BAT permet le sauvetage de l'ambassadeur Jacob Walles et des diplomates américains assiégés dans leur ambassade à Tunis[1].
- Capture d'éléments terroristes (2013) : Le 4 août 2013, une descente effectuée dans une maison du quartier d'El Ouardia aboutit à la mort d'un élément armé et à l'arrestation de six autres[7].
- Neutralisation d'un terroriste (2013) : Dans la nuit du 6 août 2013, la BAT prend d'assaut une maison à Raoued censée abriter des armes. Un individu est abattu alors qu'il tente de jeter une grenade sur les forces de l'ordre[8].
- Opération Raoued (3-4 février 2014) : Sept terroristes sont tués par la BAT et l'unité spéciale de la garde nationale, dont Kamel Gadhgadhi soupçonné d'être le meurtrier de Chokri Belaïd[9],[1].
- Opération Borj Louzir (8 février 2014) : La BAT prend d'assaut une maison à Borj Louzir (Ariana) et arrête six terroristes dont Hamid Al Malki alias « Le Somalien »[10] impliqué dans la mort de Mohamed Brahmi[1].
- Opération Sidi Bouzid (31 décembre 2014) : La BAT neutralise le terroriste Hichem Mnifki après avoir reçu des renseignements précis[11],[1].
- Opération Le Bardo (18 mars 2015) : Lors de l'attaque du musée du Bardo, la BAT prend d'assaut le musée après que des terroristes s'y soient retranchés, tuant les deux terroristes[1]. Un agent figure parmi les victimes[12].
- Opération Ben Gardane (7-10 mars 2016) : Cette ville proche de la frontière tuniso-libyenne est attaquée par des terroristes se réclamant de l'État islamique ; l'unité spéciale de la garde nationale et la BAT repoussent cet assaut et tuent une quarantaine d'assaillants[13].

## Commandants
- Commissaire Béchir Bouassida : 1977-1978
- Commissaire général Belgacem Santah : 1978-1987
- Lieutenant-colonel Toumi Sghaier : 1987-1997
- Lieutenant-colonel Imed Ghodhbani : 1997-2007
- Lieutenant-colonel Samir Tarhouni : 2007-2011[14]
- Lieutenant-colonel Mohamed Sebti Arfaoui : 2011-2016
- Général Wajdi Wazaa : à partir de mars 2016